# Cantone di Anse
Il cantone di Anse è una divisione amministrativa, situato nel dipartimento del Rodano dell'arrondissement di Villefranche-sur-Saône.
A seguito della riforma approvata con decreto del 27 febbraio 2014, che ha avuto attuazione dopo le elezioni dipartimentali del 2015, il numero dei comuni del cantone è rimasto invariato a 15, ne è stata tuttavia modificata la composizione.

## Composizione
I 15 comuni facenti parte prima della riforma del 2014 erano:
- Alix
- Ambérieux
- Anse
- Belmont-d'Azergues
- Charnay
- Chazay-d'Azergues
- Lachassagne
- Liergues
- Lozanne
- Lucenay
- Marcy
- Morancé
- Pommiers
- Pouilly-le-Monial
- Saint-Jean-des-Vignes

Dal 2015 i comuni appartenenti al cantone sono i seguenti 15:
- Ambérieux
- Anse
- Chasselay
- Chazay-d'Azergues
- Les Chères
- Civrieux-d'Azergues
- Dommartin
- Lachassagne
- Lentilly
- Lozanne
- Lucenay
- Marcilly-d'Azergues
- Marcy
- Morancé
- Pommiers